# 清水良規
清水 良規（しみず よしのり、1949年12月21日 - ）は、京都府亀岡市出身のバスケットボール選手・指導者である。O型。元バスケットボール男子日本代表監督。

## 来歴
日本体育大学でインカレ優勝を果たし、卒業後に松下電器入社。松下電器ではリーグ優勝2度、オールジャパン優勝1度に貢献。
引退後の1978年、コーチに転じる。1980年には監督（ヘッドコーチ）に就任して、16シーズンでリーグ戦5連覇を含む優勝9度、オールジャパン優勝6度を誇る強豪チームに育てあげた。
1990年に全日本のアシスタントコーチに就任。のちにヘッドコーチを歴任して1994年まで務めた。
1996年にWJBL・日立戸塚レパードのヘッドコーチに就任。休部後は松下電器に復帰して、2003年には技術顧問に就任した。2005年に前任である天日謙作の退社に伴いヘッドコーチに就任。2006-07シーズンは3年ぶりのプレーオフ進出に導いた。2012-13シーズンは16年ぶりのオールジャパン優勝。しかし、同シーズン限りで休部されるためパナソニック最後のヘッドコーチとなった。
2013-14シーズンは三菱電機ダイヤモンドドルフィンズ名古屋コーチに就任。新たに立ち上げられた全国リーグ・NBLのウェスタンカンファレンスにて3位となった。
2014-15シーズンより熊本ヴォルターズのヘッドコーチに就任、2016年退任。
2016年6月、大阪エヴェッサゼネラルマネージャーに就任、2019年4月退任。